# Studio Kafka
Studio Kafka Co., Ltd. (株式会社スタジオカフカ Kabushiki-gaisha Sutajio Kafuka?), es un estudio de animación japonés fundado en 2020.

## Historia
Fue establecida como una subsidiaria de Twin Engine con el propósito de producir una nueva serie OVAs de Mahō Tsukai no Yome.
En 2020, se lanzó el nuevo proyecto de animación Mahō Tsukai no Yome: Nishi no Shounen to Seiran no Kishi, y en ese momento, Naruse y Terasawa, quienes luego se convirtieron en los fundadores, comenzaron la producción, y con el apoyo de Koji Yamamoto, quien es el director representante de Twin Engine, se acercó a Abiru y condujo al establecimiento de la nueva empresa.
Kōichi Naruse, quien trabajó en la producción de Sarazanmai en Lapin Truck, fue designado director representante. El origen del nombre de la empresa es la novela Kafka en la orilla de Haruki Murakami.
Los principales miembros del personal incluyen a Takahiko Abiru, quien estuvo a cargo del diseño de personajes de Vinland Saga, los guiones gráficos de Overlord y Kazuaki Terasawa, quien los dirigió. Los tres, incluido Naruse, alguna vez pertenecieron a Wit Studio después de trabajar en Studio VOLN.

## Obras

### Series de televisión
| Año  | Título                              | Director         | Fecha de primera transmisión | Fecha de última transmisión | Eps. | Notas                                                                 | Refs.             |
| ---- | ----------------------------------- | ---------------- | ---------------------------- | --------------------------- | ---- | --------------------------------------------------------------------- | ----------------- |
| 2023 | Mahō Tsukai no Yome Season 2        | Kazuaki Terasawa | 6 de abril de 2023           | 22 de junio de 2023         | 12   | Secuela de Mahō Tsukai no Yome. Temporada 1 producida por Wit Studio. | [ 4 ] [ 5 ] [ 6 ] |
| 2023 | Mahō Tsukai no Yome Season 2 Part 2 | Kazuaki Terasawa | 5 de octubre de 2023         | 21 de diciembre de 2023     | 12   | Secuela de Mahō Tsukai no Yome Season 2.                              | [ 7 ]             |

### OVAs
| Año  | Título                                                   | Director         | Fecha de primera transmisión | Fecha de última transmisión | Eps. | Notas                                                       | Refs.       |
| ---- | -------------------------------------------------------- | ---------------- | ---------------------------- | --------------------------- | ---- | ----------------------------------------------------------- | ----------- |
| 2021 | Mahō Tsukai no Yome: Nishi no Shounen to Seiran no Kishi | Kazuaki Terasawa | 10 de septiembre de 2021     | 9 de septiembre de 2022     | 3    | Adaptación del manga escrito e ilustrado por Kore Yamazaki. | [ 8 ] [ 9 ] |

### Como colaborador
- Vivy: Fluorite Eye’s Song (producción principal: Wit Studio; Dirección de animación (ep. 4), 2021)[10]
- Bakuten!! (producción principal: Zexcs; Asistencia de producción (ep. 8), 2021)[11]